# Gymnocalycium kroenleinii
Gymnocalycium kroenleinii là một loài thực vật có hoa trong họ Cactaceae. Loài này được R.Kiesling, Rausch & O.Ferrari mô tả khoa học đầu tiên năm 2000.